# Winthemia peruviana
Winthemia peruviana är en tvåvingeart som först beskrevs av Townsend 1928.  Winthemia peruviana ingår i släktet Winthemia och familjen parasitflugor.
Artens utbredningsområde är Peru. Inga underarter finns listade i Catalogue of Life.